# Acantholespesia texana
Acantholespesia texana är en tvåvingeart som först beskrevs av Aldrich och Herbert John Webber 1924.  Acantholespesia texana ingår i släktet Acantholespesia och familjen parasitflugor. Inga underarter finns listade i Catalogue of Life.